# Gare de Volgelsheim
Gare de Volgelsheim vasútállomás Franciaországban, Volgelsheim településen.

## Vasútvonalak
Az állomást az alábbi vasútvonalak érintik:
- Freiburg–Colmar-vasútvonal
- Neuf-Brisach-Bantzenheim-vasútvonal

## Kapcsolódó állomások
A vasútállomáshoz az alábbi állomások vannak a legközelebb: